# Helene Dietrich
Helene Dietrich (* 8. Dezember 1960) ist eine ehemalige deutsche Fußballspielerin.

## Karriere
Die von 1982 bis 1984 in der Rheinlandliga unter dem Verband Rheinland im Regional-Verband Südwest für den TuS Ahrbach spielende Dietrich bestritt ihr einziges Länderspiel für die Nationalmannschaft am 22. Oktober 1983. Das letzte Gruppenspiel für die vom 8. April bis 27. Mai 1984 stattfindende Europameisterschaft endete in Brüssel gegen die Nationalmannschaft Belgiens 1:1-Unentschieden.